# Patipanchai Phothep

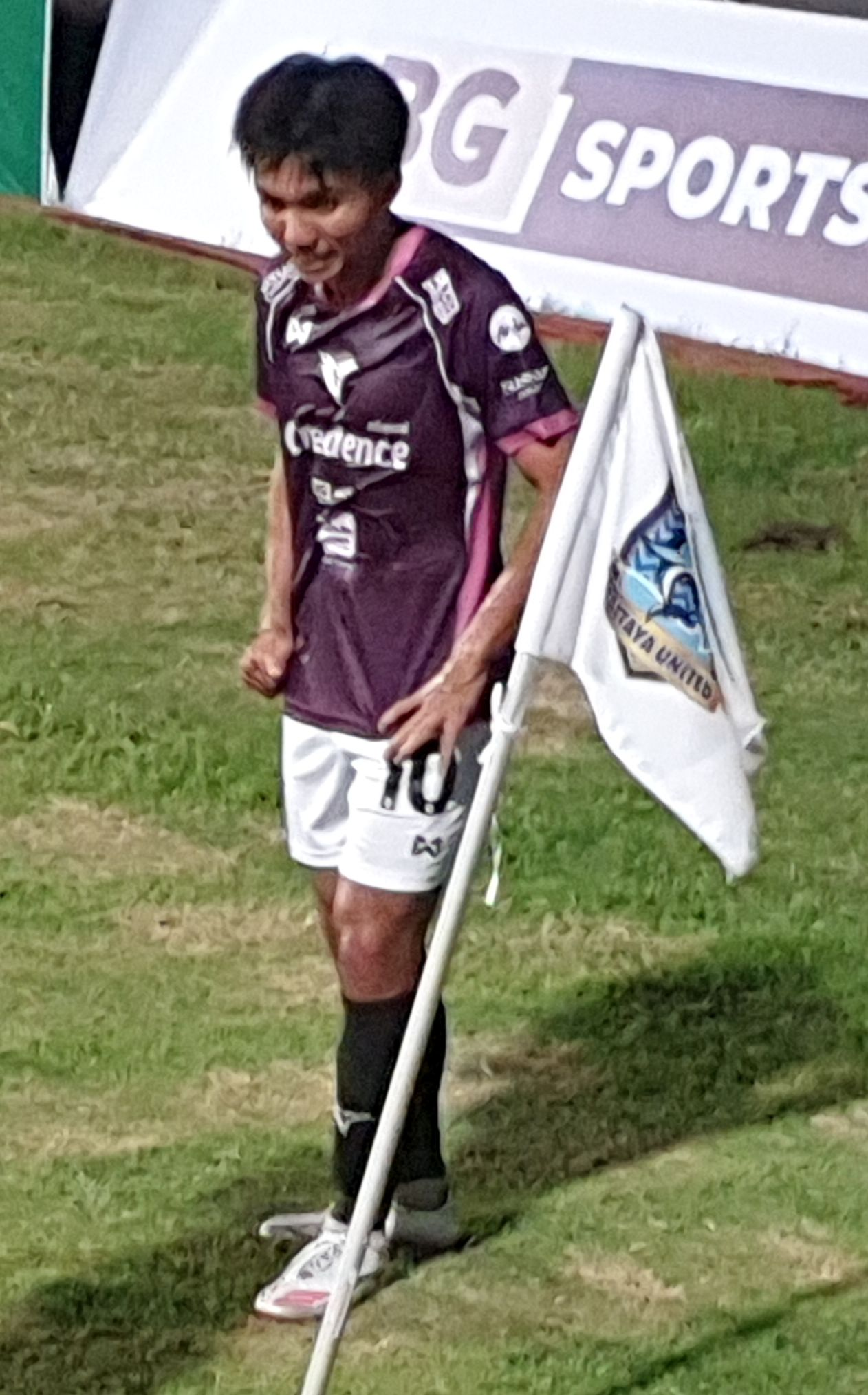

Patipanchai Phothep (thailändisch ปฎิภาณชัย โพธิ์เทพ, * 21. Juli 2003) ist ein thailändischer Fußballspieler.

## Karriere

### Verein
Patipanchai Phothep steht seit 2021 beim Chainat Hornbill FC unter Vertrag. Der Verein aus Chainat spielt in der zweiten thailändischen Liga, der Thai League 2. Sein Zweitligadebüt gab Patipanchai Phothep am 19. September 2021 (4. Spieltag) im Auswärtsspiel gegen den Customs Ladkrabang United FC. Hier stand er in der Startelf und wurde in der 60. Minute gegen Kristada Srivanich ausgewechselt. Chainat gewann das Spiel 3:1.

### Nationalmannschaft
Patipanchai Phothep spielte 2022 einmal in der thailändischen U19-Nationalmannschaft. Hier kam er im Rahmen der ASEAN U19 Boys Championship zum Einsatz. Sein Debüt in der thailändischen U23-Nationalmannschaft am 19. März 2025 in einem Freundschaftsspiel gegen die Vereinigten Arabischen Emirate. Bei der 1:0-Niederlage im Grand-Hamad-Stadion stand er in der Startelf und spielte die kompletten 90 Minuten.